# Kringlan (Ökna socken, Småland)
Kringlan är en sjö i Vetlanda kommun i Småland och ingår i Emåns huvudavrinningsområde.